# Pop (Album)
Pop ist das neunte Studioalbum der irischen Rockband U2, das im Februar 1997 erschien.

## Entstehung und Veröffentlichung
Die Erstveröffentlichung von Pop erfolgte am 26. Februar 1997 bei Island Records. Das Album erschien in seiner Originalausführung als CD (Katalognummer: CIDU210 / 524 334-2) und LP (Katalognummer: 524 334-1) mit zwölf Titeln. In Japan erschien das Album mit dem Bonustitel Holy Joe (Guilty Mix) (Katalognummer: PHCR-1835). Am 13. April 2018 erschien eine Neuauflage der LP-Ausführung, die zudem über einen Download-Code verfügte (Katalognummer: 060255796999).
Geschrieben wurde alle Lieder gemeinsam von den U2-Mitgliedern Adam Clayton, David Evans (The Edge), Paul Hewson (Bono) und Larry Mullen. Für die Produktion zeichneten Howard Bernstein (Howie B), Mark Ellis (Flood), Mike Hedges und Steve Osborne verantwortlich.

## Titelliste
1. Discothèque – 5:19
2. Do You Feel Loved – 5:07
3. Mofo – 5:46
4. If God Will Send His Angels – 5:22
5. Staring at the Sun – 4:36
6. Last Night on Earth – 4:45
7. Gone – 4:26
8. Miami – 4:52
9. The Playboy Mansion – 4:40
10. If You Wear That Velvet Dress – 5:14
11. Please – 5:10
12. Wake Up Dead Man – 4:52[2]

Bonustitel (Japan)
1. Holy Joe (Guilty Mix) – 5:10[1]

## Rezeption
Das Rolling Stone bemerkte, dass U2 „entgegen allen Voraussagen einige der besten Stücke ihres Lebens“ geschrieben hätten.

## Kommerzieller Erfolg

### Chartplatzierungen
| ChartsChartplatzierungen       | Höchstplatzierung | Wochen |
| ------------------------------ | ----------------- | ------ |
| Deutschland (GfK)              | 1 (31 Wo.)        | 31     |
| Irland (IRMA)                  | 37 (10 Wo.)       | 10     |
| Österreich (Ö3)                | 1 (29 Wo.)        | 29     |
| Schweiz (IFPI)                 | 1 (26 Wo.)        | 26     |
| Vereinigte Staaten (Billboard) | 1 (28 Wo.)        | 28     |
| Vereinigtes Königreich (OCC)   | 1 (45 Wo.)        | 45     |

| ChartsJahrescharts (1997)    | Platzierung |
| ---------------------------- | ----------- |
| Deutschland (GfK)            | 29          |
| Österreich (Ö3)              | 7           |
| Schweiz (IFPI)               | 18          |
| Vereinigtes Königreich (OCC) | 25          |

### Auszeichnungen für Musikverkäufe
Pop verkaufte sich laut Quellen weltweit mehr als 6,5 Millionen Mal, davon sind 3,9 Millionen Einheiten mit Schallplattenauszeichnungen belegt.
| Land/Region                  | Auszeichnungen für Musikverkäufe (Land/Region, Auszeichnung, Verkäufe) | Verkäufe  |
| ---------------------------- | ---------------------------------------------------------------------- | --------- |
| Argentinien (CAPIF)          | Platin                                                                 | 60.000    |
| Australien (ARIA)            | Platin                                                                 | 70.000    |
| Belgien (BRMA)               | Platin                                                                 | (50.000)  |
| Brasilien (PMB)              | Gold                                                                   | 100.000   |
| Deutschland (BVMI)           | Gold                                                                   | (250.000) |
| Europa (IFPI)                | 2× Platin                                                              | 2.000.000 |
| Finnland (IFPI)              | Gold                                                                   | (32.952)  |
| Frankreich (SNEP)            | Platin                                                                 | (300.000) |
| Hongkong (IFPI/HKRIA)        | Platin                                                                 | 20.000    |
| Italien (FIMI)               | 3× Platin                                                              | (300.000) |
| Japan (RIAJ)                 | Platin                                                                 | 200.000   |
| Kanada (MC)                  | 3× Platin                                                              | 300.000   |
| Mexiko (AMPROFON)            | Gold                                                                   | 150.000   |
| Neuseeland (RMNZ)            | 2× Platin                                                              | 30.000    |
| Niederlande (NVPI)           | Gold                                                                   | (50.000)  |
| Norwegen (IFPI)              | Platin                                                                 | (50.000)  |
| Österreich (IFPI)            | Platin                                                                 | (50.000)  |
| Polen (ZPAV)                 | Gold                                                                   | (50.000)  |
| Schweden (IFPI)              | Gold                                                                   | (40.000)  |
| Schweiz (IFPI)               | Platin                                                                 | (50.000)  |
| Spanien (Promusicae)         | Platin                                                                 | (100.000) |
| Vereinigte Staaten (RIAA)    | Platin                                                                 | 1.000.000 |
| Vereinigtes Königreich (BPI) | Platin                                                                 | (480.000) |
| Insgesamt                    | 7× Gold · 22× Platin ·                                                 | 3.930.000 |

Hauptartikel: U2 (Band)/Auszeichnungen für Musikverkäufe